# Fur (Insel)
Fur (altertümlich: Fuur) ist eine 22,29 Quadratkilometer große Insel mit 732 Einwohnern (1. Januar 2025) im Limfjord im Norden von Jütland (Dänemark). Vom Festland aus (Ost-Salling) erreicht man Fur in drei Minuten mit einer Fähre über den 400 Meter breiten Fursund. Fur bildet eine eigene Kirchspielsgemeinde Fur Sogn, die ursprünglich zur Harde Harre Herred im Viborg Amt gehörte. 1970 kam sie zur Sundsøre Kommune im damaligen Viborg Amt und seit der Kommunalreform zum 1. Januar 2007 zur Skive Kommune in der Region Midtjylland. Fur ist Mitglied des Verbands dänischer Kleininseln.
Heute ist Fur eine typische Ferienhaus-Insel und beherbergt über 1000 Sommergäste. Weitere Erwerbszweige sind die Landwirtschaft mit schwarzen sandigen Äckern, die Muschelfischerei und die Molerindustrie. Moler ist ein tonartiges, sehr leichtes Mineral, das unter anderem im Feuerfestbau von Industrieofenanlagen Bedeutung hat.
Im Süden ist die Insel flach und steigt sanft gegen Norden zur Steilküste an. Dort sieht man den erst vor weniger als hundert Jahren angepflanzten Bäumen die bevorzugte Windrichtung an. Zuvor dominierte hier eine Heidelandschaft.

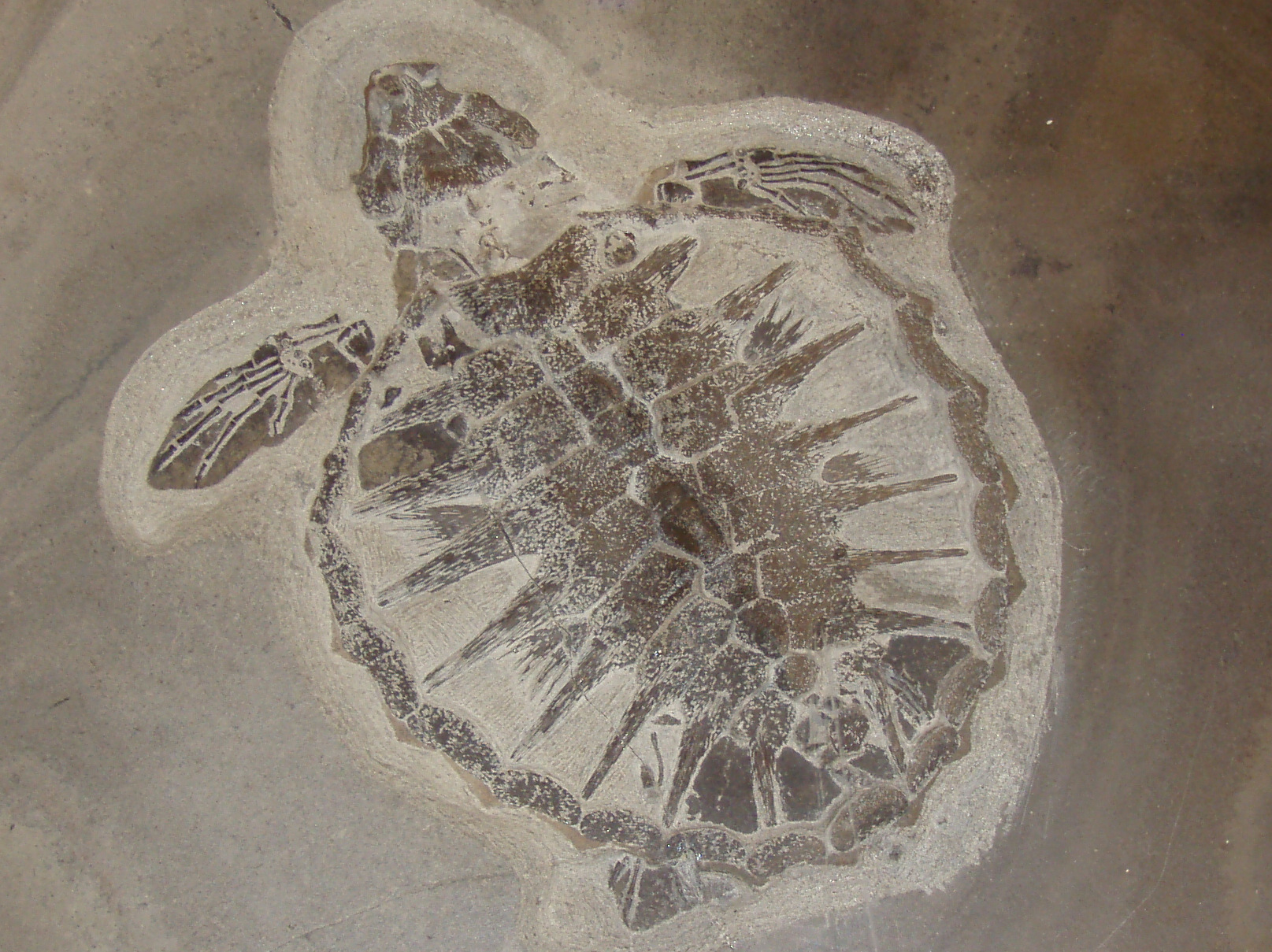
Fossil der Meeresschildkröte Tasbacka danica

Die Insel ist unter geologischen Gesichtspunkten von herausragendem Interesse. In der ganz überwiegend aus Moler aufgebauten Steilküste im Norden der Insel ist nahezu die gesamte Schichtfolge des Moler mit ihren zahlreichen Aschelagen (Fur-Formation aus dem Unteren Eozän) aufgeschlossen. Diese Fundstelle ist auch Typuslokalität der eozänen Meeresschildkröten Tasbacka danica (Karl & Madsen 2012). Im Moler, der im Limfjordgebiet auch noch an anderen Orten auftritt, wurden zum Teil spektakuläre Fossilienfunde gemacht, von denen einige im Fur-Museum (Nederby) ausgestellt sind. Ein Kuriosum ist in dem Abschnitt der Steilküste anzutreffen, der als Stolleklint bezeichnet wird. Der Name geht darauf zurück, dass Anfang des 19. Jahrhunderts vermutet wurde, die dunklen Aschelagen im Moler bestünden aus kohlehaltigem Sand. In der Hoffnung, Kohle fördern zu können, ließ man von schwedischen Kriegsgefangenen einen rund 50 Meter tiefen Stollen in den Fels treiben und am Ende dieses Stollens einen ebenso tiefen Schacht. Erst viel später, um 1900, gelang es belgischen Geologen, die tatsächliche Zusammensetzung der aus Quarzsand und vulkanischem Aschestaub bestehenden dunklen Aschelagen aufzuklären. Der Stollen ist eingestürzt, sein Eingang im Kliff ist aber noch zu sehen.
Sehenswert ist auch der Abschnitt ungefähr in der Mitte der Nordküste zwischen Stolleklint und Østklint, an dem der so genannte Rødsten (Rotstein) vorkommt. Es handelt sich dabei um Schmelzwassersand und -kies, der durch Eisenverbindungen zusammengekittet ist, die aus dem Moler ausgewaschenem Schwefelkies stammen. Diese Eisenverbindungen geben dem Rødsten seine auffällig rote Farbe. Die Apsis und ein Teil des Kirchenschiffes der Fur-Kirche in Nederby sind aus Rotstein erbaut.
Der höchste Punkt der Insel ist heute der Lille Jenshøj mit 76 m.o.h., nachdem der ursprünglich höchste Bette Jenses Hyw 1962 abgetragen wurde.
Die Insel hat etwas steinige Strände, aber man kann im Limfjord baden.
Auf Fur befinden sich die Dörfer Nederby (mit 75 Prozent% der Inselbevölkerung), Stenøre, Madsbad, Hvirp und Debel. Viele Bauern leben hier auf Aussiedlerhöfen.
Die Stendalhøje (5) und die Smediehøje (4) sind Grabhügel auf der Insel. Der Emmelsten Langdysse (auch Kæmpegrav oder Kjæmpegraven genannt) liegt im Norden der Insel.